# Héctor Tizón
Héctor Tizón, né le 21 octobre 1929 et mort le 30 juillet 2012, est un écrivain argentin.